# WFV-Pokal 1981/82
Der WFV-Pokal 1981/82 war die 29. Austragung des Pokalwettbewerbs der Männer im württembergischen Amateurfußball. Titelverteidiger war die Amateurmannschaft des VfB Stuttgart. Im Finale am 18. Mai 1982 in Kirchheim unter Teck setzte sich der SSV Ulm 1846 mit einem 2:0-Sieg nach Verlängerung über den Titelverteidiger durch. Damit wurde der Klub zum ersten Mal unter diesem Namen Landespokalsieger, im Wettbewerb 1956/57 war unter den Namen 1. SSV Ulm der erste Titelgewinn gelungen. Damit verkürzten die Ulmer ihren Abstand auf den seinerzeitigen Rekordpokalsieger VfB Stuttgart Amateure auf einen Titel, im folgenden Jahr zog der Klub gleich und blieb bis heute (Stand: 2020) Rekordpokalsieger.
Beide Finalisten qualifizierten sich mit der Endspielteilnahme für den DFB-Pokal 1982/83. Der Pokalsieger aus Ulm erreichte dort die zweite Hauptrunde, in der die Mannschaft im Wiederholungsspiel am seinerzeitigen Zweitligisten SC Fortuna Köln scheiterte. In einem Lokalderby schied die VfB-Amateurmannschaft in der ersten Hauptrunde nach Verlängerung gegen den ebenfalls Zweitligisten SV Stuttgarter Kickers aus.

## Endspiel
| SSV Ulm 1846                              | SSV Ulm 1846 | VfB Stuttgart Amateure | VfB Stuttgart Amateure |
| ----------------------------------------- | --- | --- | ---------------------- |
| SSV Ulm 1846                              | \| 18. Mai 1982 in Kirchheim unter Teck \| \| Ergebnis: 2:0 n. V. \| \| Zuschauer: 1.500 \| \| Schiedsrichter: Peter Correll (Heilbronn) \|                                                                         | \| 18. Mai 1982 in Kirchheim unter Teck \| \| Ergebnis: 2:0 n. V. \| \| Zuschauer: 1.500 \| \| Schiedsrichter: Peter Correll (Heilbronn) \|                                                                                        | VfB Stuttgart Amateure |
| SSV Ulm 1846                              | Walter Modick – Bernd Zimmermann, Erich Steer, Günter Berti, Walter Kubanczyk, Uli Nußbaumer, Michael Nushöhr (67. Josef Beller), Dieter Kohnle, Peter Gerent, Bernd Krech, Willi Hoffmann Cheftrainer: Werner Kern | Armin Jäger – Werner Gass, Dieter Wohlfarth, Peter Assion (91. Wolfgang Rieker), Weiler, Andreas Müller, Herbert Briem, Arthur Jeske, Zimmermann (46. Andreas Bäuerle), Etepe Kakoko, Helmut Weinmann Cheftrainer: Willi Entenmann | VfB Stuttgart Amateure |
| SSV Ulm 1846                              | 1:0 Kohnle (96.) 2:0 Hoffmann (120.) | | VfB Stuttgart Amateure |
| 18. Mai 1982 in Kirchheim unter Teck      | | |                        |
| Ergebnis: 2:0 n. V.                       | | |                        |
| Zuschauer: 1.500                          | | |                        |
| Schiedsrichter: Peter Correll (Heilbronn) | | |                        |